# Miķelis Rēdlihs

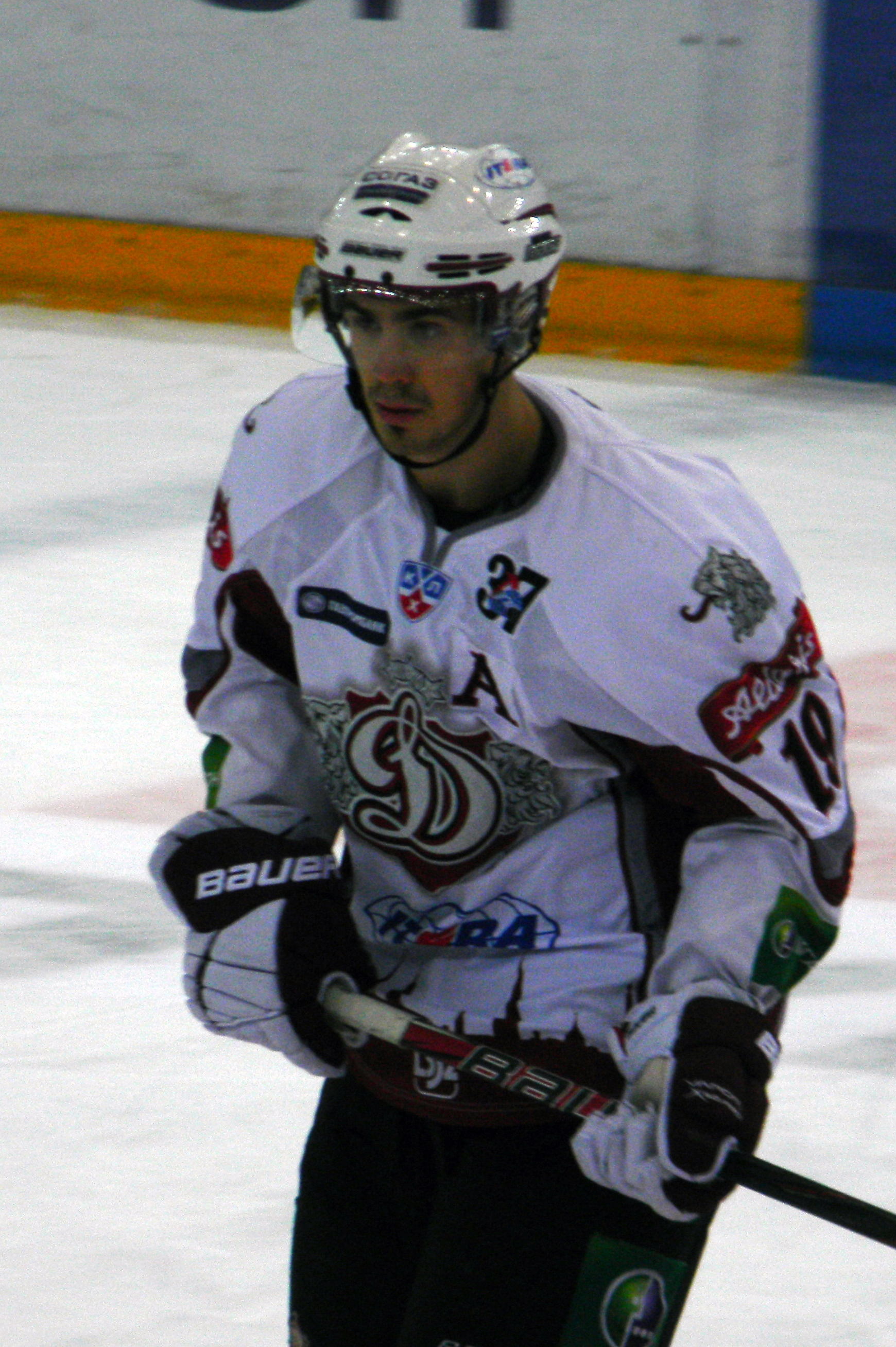
Miķelis Rēdlihs i Dinamo Riga

Miķelis Rēdlihs, född 1 juli 1984 i Riga, Lettiska SSR, Sovjetunionen är en lettisk professionell ishockeyspelare som säsongen 2014/2015 spelar i KHL-laget Dinamo Riga.

## Spelarkarriär
Rēdlihs inledde sin professionella ishockeykarriär i Prizma Riga i den lettiska förstaserien säsongen 1999/2000. Efterföljande säsong inledde han sin landslagsverksamhet i och med att han tog en plats i Lettlands U18-landslag. Efter detta har följt spel i U20- och herrlandslaget. Inför säsongen 2003/2004 skrev Rēdlihs på för HK Riga 2000, en klubb han skulle stanna i under fyra säsonger.
Svenska IF Björklöven stod som klubbadress under säsongen 2005/2006 innan Rēdlihs flyttade till Vitryssland och Yunost Minsk, för att sedan byta till Metallurg Zhlobin i den vitryska högstaserien.
Sedan 2008 har Rēdlihs gjort tre säsonger i KHL-klubben Dinamo Riga och inleder sin fjärde under säsongen 2011/2012. Rēdlihs har gjort över 60 matcher i den lettiska landslagströjan och deltagit i sju VM-turneringar och Olympiska vinterspelen 2006 och 2010.
Under framröstningen till KHL:s All star-lag 2011 tog Rēdlihs en plats i Sandis Ozoliņš startfemma. Rēdlihs fick flest röster av alla, 34 070 röster jämfört med tvåan Jevgenij Kuznetsovs 33 800.
Rēdlihs vann den interna poängligan i Dinamo Riga med sina 44 poäng på 54 matcher och i slutspelet gjorde han 10 poäng på 7 matcher. Inför säsongen 2012/2013 skrev Rēdlihs på för Lokomotiv Jaroslavl som kämpar att bygga upp föreningen igen efter den tragiska flygkraschen 2011.

## Spelarstatistik
| 1999-00    | Prizma '83 Rīga       | Latvijas hokeja līga | 6   | 4  | 0   | 4   | 0   | -- | -- | -- | -- | -- |
| 2000-01    | Prizma '83 Rīga       | Latvijas hokeja līga | 16  | 5  | 7   | 12  | ??  | -- | -- | -- | -- | -- |
| 2001-02    | Prizma '83 Rīga       | Latvijas hokeja līga | 16  | 3  | 6   | 9   | 12  | -- | -- | -- | -- | -- |
| 2001-02    | Prizma '83 Rīga       | EEHL                 | 22  | 10 | 8   | 18  | 6   | -- | -- | -- | -- | -- |
| 2002-03    | Prizma/Rīga 86        | EEHL                 | 6   | 8  | 2   | 10  | 6   | -- | -- | -- | -- | -- |
| 2002-03    | New York Apple Core   | EJHL                 | 3   | 1  | 0   | 1   | 2   | -- | -- | -- | -- | -- |
| 2002-03    | Boston Harbour Wolves | EJHL                 | 16  | 11 | 9   | 20  | 4   | -- | -- | -- | -- | -- |
| 2003-04    | HK Rīga 2000          | EEHL                 | 30  | 3  | 7   | 10  | 18  | -- | -- | -- | -- | -- |
| 2003-04    | HK Rīga 2000          | Latvijas hokeja līga | 21  | 14 | 13  | 27  | 4   | 7  | 2  | 4  | 6  | 2  |
| 2004-05    | HK Rīga 2000          | BXL                  | 22  | 6  | 4   | 10  | 20  | 3  | 0  | 1  | 1  | 0  |
| 2004-05    | HK Rīga 2000          | Latvijas hokeja līga | 4   | 2  | 0   | 2   | 4   | 10 | 4  | 4  | 8  | 2  |
| 2005-06    | IF Björklöven         | Hockeyallsvenskan    | 39  | 7  | 7   | 14  | 41  | -- | -- | -- | -- | -- |
| 2006-07    | Junost Minsk          | BXL                  | 45  | 15 | 21  | 36  | 18  | 9  | 0  | 1  | 1  | 2  |
| 2007-08    | Metallurg Zhlobin     | BXL                  | 49  | 12 | 29  | 41  | 96  | -- | -- | -- | -- | -- |
| 2008–09    | Dinamo Riga           | KHL                  | 55  | 9  | 8   | 17  | 45  | 3  | 0  | 0  | 0  | 12 |
| 2009–10    | Dinamo Riga           | KHL                  | 56  | 17 | 15  | 32  | 36  | 9  | 1  | 2  | 3  | 8  |
| 2010–11    | Dinamo Riga           | KHL                  | 54  | 16 | 25  | 41  | 30  | 11 | 3  | 6  | 9  | 2  |
| 2011–12    | Dinamo Riga           | KHL                  | 54  | 13 | 31  | 44  | 49  | 7  | 2  | 8  | 10 | 6  |
| 2012–13    | Lokomotiv Jaroslavl   | KHL                  | 35  | 3  | 4   | 7   | 16  | 5  | 1  | 0  | 1  | 0  |
| 2013–14    | Lokomotiv Jaroslavl   | KHL                  | 43  | 4  | 4   | 8   | 12  | 18 | 2  | 4  | 6  | 10 |
| 2014–15    | Dinamo Riga           | KHL                  | 60  | 11 | 21  | 32  | 28  | -- | -- | -- | -- | -- |
| 2015–16    | Dinamo Riga           | KHL                  | 59  | 15 | 10  | 25  | 38  | -- | -- | -- | -- | -- |
| KHL totalt | KHL totalt            | KHL totalt           | 416 | 88 | 118 | 206 | 254 | 53 | 9  | 20 | 29 | 38 |